# Quazar
Quazar is een Nederlandse house-act die sinds 1990 bestaat en een sterk wisselende bezetting heeft gekend. Gert van Veen is de enige vaste naam in de formatie. Momenteel vormt hij Quazar samen met Jobbe Strobosch.

## Geschiedenis

### Begin
Het begint in de zomer van 1988. Volkskrantjournalist Gert van Veen speelde bas en keyboards in een band, maar hoort in de Amsterdamse discotheken als de RoXY voor het eerst house. Direct is hij verkocht en begint hij artikelen te schrijven over de opkomende  housescene. In die tijd een unicum want de meeste muziekjournalisten moeten weinig hebben van deze nieuwe muziekstijl.
Hij ontmoet Eddy de Clercq en Corne Bos. Daarmee produceert hij als A-Men de single Pay the piper, de eerste househit van Amsterdamse makelij. Samen met Erik van Putten (Eric Cycle) produceren ze daarna enkele nummers waaronder als House of Venus een dikke clubhit met Dish & tell. Deze single wordt later nog gesampled door Prince.

### Quazar als volwaardige band
Gert van Veen en Eric Cycle gaan daarna verder, onder de naam Quazar. Hun eerste 12", Seven stars, is ook meteen een internationale clubhit. Daarna volgt ook nog de Spring EP, met daarop onder andere Midsummernight's dream. De heren bouwen Quazar uit tot een echte podiumact en betrekken ook zangeres Farida Merville bij de groep. In het najaar van 1991 verschijnt het debuutalbum dat ook "The seven stars" heet. Een album dat in de pers goede kritieken krijgt en wordt gezien als het eerste hoogwaardige dancealbum van Nederlandse makelij. De singles "Fast Forward into te future" en "Change for the better" worden kleine hitjes. Ook wordt in 1992 een bewerkte versie van "Last train to paradise" met vocalen en pianoriffs een clubhit. Begin 1993 neemt Quazar het album "Here & now" op dat meer tranceinvloeden heeft. De single "Breakaway" is een clubhit en "Unity" haalt zelfs de onderste regionen van de top 40. Farida is in 1993 ook als achtergrondzangeres te horen in de megahit "Mockinbird hill"  van Roots Syndicate. Eind 1993 valt de formatie uiteen na onenigheid over de koers. Eric Cycle stapt uit de groep en ook Farida houdt het kort daarna voor gezien. Farida is een jaar later te horen in de hitsingle "Body in motion" van Atlantic Ocean. 

### Quazar uitgedund
Gert van Veen besluit Quazar voort te zetten. Hij neemt in 1995 het album "Zodiac Trax" op dat grotendeels instrumentaal is. Alleen in het nummer "Sunflower" is niemand minder dan Karl Hyde van Underworld te gast, waarmee Gert ook bevriend is. Andere vocale flarden op het album zijn van Daphne Mollee, de vriendin van Gert, die de band is komen versterken. Met Mollee neemt Gert de albums "Flightrecorder" (1997) en "21 hours" (1999) op waarop hij steeds meer in de richting van stevige techno met tranceinvloeden opschuift. OP dit laatste album werkt ook DJ Angelo mee aan enkele tracks. In 2000 komt Bart Tangermann de groep live versterken.

### De rustige jaren
Na 2000 komt Quazar op een lager pitje te staan. Nieuwe tracks verschijnen niet meer maar de groep blijft wel optreden. Gert houdt zich verder ook bezig met organisatorische zaken. Daphne en Bart verdwijnen geruisloos van het toneel. Rond 2007 blaast Gert echter weer wat leven in zijn werk als producer door zich aan te sluiten bij het producerscollectief Amsterdam 661. Van daaruit besluit hij ook weer nieuw werk voor Quazar te gaan produceren. Dit samen met Jobbe Strobosch, een nieuwe compagnon. Begin 2012 verschijnt de "Surkus Jam EP" als eerste wapenfeit. In 2016 komt The Nightshift EP uit waarop samengewerkt wordt met producer Anonym.  

## Selecte discografie

### Singles
- Seven stars (1990)
- Spring EP (1991)
- Fast forward into the future (1991)
- Change for the better (1992)
- Last train to paradise (1992)
- Unity (1993)
- Breakaway (1993)
- Deeper & Higher (1994)
- Sunflower (1994)
- Ninety-seven stars (1997)
- House music (1999)
- Surkus Jam EP (2012)
- The Nightshift EP (2016)

### Cd's
- Souldrip (2016)
- Seven stars (cd)
- Here and now (cd/dubbel-lp)
- 21 hours (1999)
- Zodiac Trax
- Flightrecorder (1997)